# Manuel Joaquim de Matos e Góis
Manuel Joaquim de Matos e Goes (Índia, Goa, c. 1781 — Timor, Díli, 14 de Abril de 1832) foi um militar e administrador colonial português, que se destacou enquanto Governador de Timor, entre 1821 e 1832.

## Biografia
Nascido no seio de uma família fidalga radicada na Índia, é feito Fidalgo-Cavaleiro da Casa Real, a 23 de Março de 1802, por mercê do então Príncipe Regente D. João.
Assenta praça na Real Marinha da Índia, e é promovido a Guarda-Marinha, habilitado com a Aula de Marinha, a 11 de Abril de 1804. Nos anos seguintes é promovido a Capitão-Tenente e, depois, a Primeiro-Tenente. Por volta de 1820, é elevado ao posto de Capitão de Fragata. Em 1824 é nomeado Tenente-Coronel de Infantaria pelo Rei D. João VI.

### Governador de Timor
A 1 de Julho de 1818, o então Primeiro-Tenente Matos e Goes, é nomeado Governador e Capitão-Geral de Timor e Solor pelo Rei D. João VI. Parte de Goa com destino a Timor, fazendo escala por alguns meses em Macau. Aí aguarda a chegada das companhias vindas de Goa, compostas por oficiais e degredados, que iriam formar o batalhão Defensores de Timor, a primeira força militar regular do território. Chegado finalmente a Díli, toma posse a 13 de Maio de 1821.
Logo nas primeiras semanas de governo, Matos e Goes enfrenta uma rebelião promovida pelo oficial comandante do presídio de Batugadé, no distrito de Bobonaro. Ao saber-se exonerado, José António Tavares, o comandante do presídio, recusa-se a ceder o lugar, dizendo que só o fará com o assentimento dos régulos timorenses da região. Os régulos, tomando o partido do comandante, avisam que deixarão de garantir a defesa do presídio caso Tavares seja substituído. Matos e Goes, não podendo consentir a insubordinação, envia o novo comandante, Bernardino Xavier, com uma companhia militar, ordenando-lhe que tome o presídio. Chegado a Batugadé é impedido de desembarcar pelos locais, vendo-se forçado a regressar a Díli. O governador, consciente de que está em causa a sua autoridade na região, procura reprimir a desobediência a todo o custo. Envia, então, o batalhão Defensores de Timor comandado pelo major José Pereira de Azevedo. Chegado ao destino, marcha até ao presídio apoderando-se deste sem resistência. Ao avistar as tropas, Tavares foge, dando sinal aos contingentes dos reinos locais com um tiro de canhão. Estes, apavorados, não aparecem. Após este episódio, durante toda a administração de Matos e Goes, os reinos vassalos mantiveram-se serenos, não tornando a ser necessário recorrer à força para garantir a sua obediência.
Apesar de os anos que se seguiram à Revolução de 1820 terem sido politicamente conturbados em Portugal e em algumas possessões portuguesas como Goa ou Macau, em Timor não se verificaram movimentações dignas de registo. À época, as notícias da metrópole demoravam cerca de 2 anos a chegar a Timor, facto que favoreceu a estabilidade política na ilha. Matos e Goes mantém-se como governador, jurando, a 11 de Abril de 1823, a Constituição de 1822 e, a 4 de Maio de 1829, a Carta Constitucional.
No governo de Matos e Goes inicia-se a exploração mineira em Timor, por sugestão do Governador da Índia, D. Manuel da Câmara. As primeiras experiências são efectuadas em 1823 e as amostras enviadas para Goa. Em 1825, a Universidade de Coimbra envia o bacharel Guilherme José António Dias Pegado, natural de Macau, como técnico especialista para iniciar a pesquisa de ouro, cobre, sal e petróleo. Previa-se que o cobre fosse muito abundante em Timor, mas as expectativas não se confirmaram. Por outro lado, os estudos revelaram a viabilidade da extração de sal para exportação, no entanto o projecto foi igualmente abandonado.
Matos e Goes é incentivado pelo Governo da Índia a desenvolver a agricultura na ilha, nomeadamente as culturas do açúcar e o algodão, apesar da desilusão quanto às remessas destes produtos no governo de Pinto Alcoforado, seu antecessor. Em 1825, tendo em vista o cultivo de tabaco, solicita aos governos da Índia e de Macau a contratação e envio de 20 famílias chinesas, que em 1830 ainda não haviam sido enviadas. Nesse ano são-lhe também recomendadas as culturas do anil, da papoila do ópio e do cânhamo.
Por volta de 1825, vendo a sua saúde debilitada devido ao clima insalubre de Díli, Matos e Goes procura deixar a ilha e regressar à Índia, pedindo ao Governo da Metrópole a nomeação como Governador de Damão. Contudo acaba reconduzido nas suas funções, permanecendo em Timor.
De acordo com Humberto Luna de Oliveira, na sua obra «Timor na História de Portugal», Matos e Goes fora um profundo conhecedor da história de Timor, tendo feito um bom governo ao manter a paz e a estabilidade financeira do território, assegurando a soberania portuguesa. Já Afonso de Castro (Governador de Timor 1858-1863), na sua obra «As possessões portuguezas na Oceania», tece ferozes críticas a Matos e Goes, acusando-o de descurar os negócios públicos, preocupando-se única e exclusivamente em satisfazer os vícios da embriaguez, do jogo e da concupiscência (sic). Tais ataques de carácter possivelmente teriam motivações políticas, dado Castro ser um setembrista e Goes um aparente simpatizante da causa de D. Miguel I.
A 30 de Abril de 1829, Matos e Goes é nomeado Governador de Macau pelo Rei D. Miguel I. Por uma sequência de infortúnios não chega, contudo, a ocupar o cargo. Antes de partir para Macau, terá de aguardar pela chegada de um sucessor no governo de Timor. Para o suceder, é nomeado Joaquim José de Almeida Salema, que morre antes que pudesse assumir o lugar. No ano seguinte, é nomeado D. Miguel da Silveira e Lorena que tarda em partir para a ilha. Tragicamente, Matos e Goes vem a falecer a 14 de Abril de 1832, na véspera do dia em que finalmente chegaria o sucessor.
Matos e Goes foi um dos governadores mais duradouros da história de Timor, exercendo o cargo por cerca de 11 anos, de 13 de Maio de 1821 até à sua morte a 14 de Abril de 1832. Fernando Augusto de Figueiredo, na obra «Timor: A Presença Portuguesa (1769-1945)», depreende que Matos e Goes possuiria um elevado tacto político, dado ter-se mantido no cargo por um longo período de tempo numa época de grande agitação política, chegando mesmo a ser promovido com a nomeação para o governo de Macau.

### Família
Era filho de Cipriano José de Matos e Goes (Lisboa, 22.08.1741 — Goa, 10.10.1805), Fidalgo-Cavaleiro da Casa Real, e de Maria Rita Freire de Castro da Cunha de Eça. Era sobrinho-materno de Vitorino Freire da Cunha Gusmão, Governador de Timor entre 1812 e 1815. Casou em 1806, em Ribandar, com Genoveva Ludovina Mourão Garcez Palha (Bardez, c. 1785 — Ribandar, 12.09.1856), irmã do Governador da Índia, Joaquim Mourão Garcez Palha, e filha de Cândido José Mourão Garcez Palha e de Ângela Maria de Sousa Rancosa. Do seu casamento nasceu uma filha, Maria Antónia de Matos e Goes (Ribandar, 14.04.1807 — Pangim, 24.11.1887), que veio a casar com Francisco da Costa Campos, General e Fidalgo-Cavaleiro da Casa Real, irmão de José e de Luís da Costa Campos, tendo numerosa descendência. 